# 聖安娜 (貝登省)
聖安娜（西班牙語：Santa Ana），是危地馬拉的城鎮，位於該國北部，由貝登省負責管轄，始建於1840年，面積1,008平方公里，海拔高度234米，2002年人口14,602，人口密度每平方公里14.49人。
16°48′N 89°49′W / 16.800°N 89.817°W